# Dalwigk

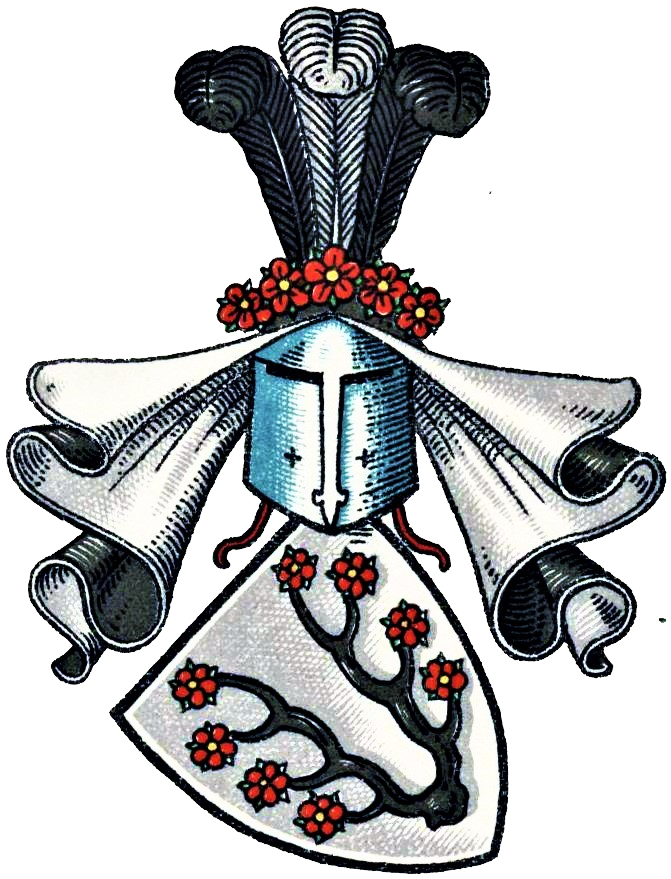
Wappen derer von Dalwigk

Haus Kampf in Dalwigksthal

Dalwigk (auch Dalwig) ist ein zum hessisch-waldeckschen Uradel gehörendes Geschlecht, von dem eine Linie in den Freiherrstand erhoben wurde und das mit Rabodo de Dalewic 1167 und den Brüdern Bernardus 1227 und 1232 († 1268) und Elgar de Dalewich (Dalwich) 1232 († 1253) erstmals urkundlich erwähnt wurde. Teile der Familie sind noch heute Mitglied der Althessischen Ritterschaft.

## Geschichte
Die Edelfreien von Dalwigk stammen aus dem 1036 erstmals erwähnten, seit dem Dreißigjährigen Krieg zerstörten und heute wüsten Dorf Dalwigk, südöstlich von Korbach. Sie waren Ministeriale des Klosters Corvey und dessen Burgmannen auf der Burg Lichtenfels in Dalwigksthal im Landkreis Waldeck-Frankenberg. Sie waren danach Lehnsleute der Grafen von Waldeck. Im Laufe der Zeit waren Mitglieder der Familie aber auch Lehnsmannen der Landgrafen von Hessen und der Erzbischöfe von Mainz.
Das Geschlecht besteht heute aus zwei Familien, die beide auf Elgar von Dalewich zurückgehen: den Freiherren von Dalwigk (Dalwig) zu Lichtenfels und den Freiherren von Dalwigk zu Schauenburg.

Wappen derer von Dalwig

Zu den Dalwigk zu Lichtenfels gehörten auch die schlesischen Freiherren von Dalwig, die auf den preußischen General Georg Ludwig von Dalwig zurückgehen. Sie standen außerhalb des Lehensverbandes, weil Georg Ludwig ein unehelicher Sohn des Generalleutnants Rabe Ludwig von Dalwigk war, erhielten aber die preußische Anerkennung zur Führung des Freiherrentitels durch verschiedene Reskripte des Preußischen Heroldsamtes. Die schlesischen Dalwigs sind im Mannesstamme erloschen.
Ein anderer Familienzweig ging nach Unterbach, dessen damaliges Gebiet heute zu Düsseldorf und Erkrath gehört. Dort besaß er von 1708 bis 1807 die Wasserburg Haus Unterbach.

## Wappen
Das Stammwappen zeigt in Silber ein schwarzes Hirschgeweih mit Grind, dessen acht Sprossen mit roten Rosen besteckt sind. Auf dem Helm mit schwarz-silbernen (auch rechts rot-silbernen, links schwarz-silbernen) Decken ein Kranz von fünf roten Rosen, aus dem drei (schwarz, silber, rot oder schwarz, silber, schwarz) Straußenfedern ragen.

## Familienmitglieder
- Dietrich von Dalwigk, 1336–1359 Abt von Corvey
- Reinhard von Dalwigk, 1360–1369 Abt von Corvey
- Bernhard V. von Dalwigk, der Ältere, 1361–1416, Mitglied Gesellschaft der Bengler, Ritter, mainzischer Parteigänger, landgräflich-hessischer Amtmann zu Kassel und Gudensberg, hessischer Rat 1415–1416, Lehenshalter von ¼ von Burg und Amt Lichtenfels 1413
- Reinhard von Dalwigk der Ältere, genannt der Ungeborene (* um 1400), Heimlicher Rat des hessischen Landgrafen Ludwig I. 1414–1426, hessischer Amtmann in Rotenburg an der Fulda 1430–1431, zu Wolfhagen 1434–1436 und 1458, auf Schartenberg 1437–1441, kurmainzischer Amtmann auf der Weidelsburg 1431; bekannt als fehdefreudiger Raubritter
- Johann von Dalwigk zu Lichtenfels (1444–1493), Stammvater der Linie Lichtenfels, 1470 Marschall des Grafen Otto IV. von Waldeck, erhielt 1473 mit seinem Bruder Reinhard Burg und Amt Lichtenfels zu Lehen
- Johann von Dalwigk zu Dillich, 1539–1567 landgräflich-hessischer Statthalter und Hofrichter zu Marburg
- Caspar Friedrich von Dalwigk (1619–1675), Hofmeister des hessischen Landgrafen
- Johann Philipp von Dalwigk zu Lichtenfels (1629–1688), kurbrandenburgischer Oberstleutnant, half während der Belagerung von Ofen 1686 als Kommandeur eines Dragonerregiments des durch General Hans Adam von Schöning befehligten Korps, Ofen (heute Budapest) einzunehmen
- Johann Reinhart von Dalwigk zu Lichtenfels (1667–1737), deutscher Jurist
- Rabe Ludwig von Dalwigk zu Lichtenfels (1683–1754), hessischer Generalleutnant und Gouverneur der  Festung Ziegenhain
- Georg Ludwig von Dalwig (1725–1796), preußischer General der Kavallerie
- Johann Friedrich von Dalwigk zu Lichtenfels (1734–1810), Oberhofmarschall im Fürstentum Waldeck
- Georg von Dalwigk (1738–1806), Generalleutnant der Hessen-kasselschen Armee, Gouverneur von Hanau
- Johann Otto Ferdinand von Dalwigk, „der letzte bergische Ritter“, soll während des Siebenjährigen Krieges (1756–1763), einem Aufgebot zur Heeresfolge nachkommend, mit voller Rüstung und Gefolge von seinem Sitz Haus Unterbach gen Düsseldorf gezogen sein
- Karl Friedrich August von Dalwigk (1761–1825), nassauischer Oberappellationsgerichtspräsident
- Georg Ludwig Friedrich von Dalwig (1762–1832), preußischer Generalmajor
- Reinhard von Dalwigk zu Lichtenfels (General, 1770) (1770–1844), hessischer General und Gouverneur von Darmstadt
- Maria Carolina von Dalwigk zu Sand (1737–1822), von 1777 bis ca. 1803 Äbtissin des Stifts Heerse
- Alexander Felix von Dalwigk zu Lichtenfels (1776–1839), deutscher Kammerherr, Hofmarschall und Landtagsabgeordneter[3]
- Ludwig von Dalwig (1800–1866), preußischer Generalmajor
- Reinhard Carl Friedrich von Dalwigk (1802–1880), Ministerpräsident von Hessen-Darmstadt
- Reinhard Ludwig Karl Gustav von Dalwigk (1818–1897), Oberhofmarschall und Intendant in Oldenburg
- Elgar von Dalwigk (1827–1873), deutscher Verwaltungsbeamter
- Franz Hubertus von Dalwigk zu Lichtenfels (1830–1896), deutscher Rittergutsbesitzer und Politiker, MdR
- Alexander Friedrich Emil Gustav von Dalwigk zu Lichtenfels (1860–1941), Landrat des Kreises Hünfeld von 1889 bis 1898
- Reinhard von Dalwigk zu Lichtenfels (General, 1855) (1855–1935), preußischer Generalleutnant
- Adolf von Dalwigk zu Lichtenfels (1860–1924), preußischer Landrat und Regierungspräsident
- Friedrich von Dalwigk zu Lichtenfels (1862–1922), preußischer Generalmajor
- Heinrich von Dalwigk zu Lichtenfels (1864–1924), preußischer Generalmajor, Oberregierungs-Rat
- Gottfried von Dalwigk zu Lichtenfels (1868–1936), Vizeadmiral
- Franz Maria von Dalwigk zu Lichtenfels (1876–1947), General der Kavallerie
- Ada von Voß, geborene von Dalwig (1884–1941), Gutsherrin und Schriftstellerin